# 波哥大：最后的机会之地
是一部2024年上映的韓國犯罪驚悚劇情片，由電影《少數意見》的導演金成济執導，宋仲基、李熙俊、權海驍主演。
该片入选第29届釜山国际电影节“韩国电影的今日—特别首映”单元并于2024年10月3日举行世界首映，同年12月31日在韩国正式上映。

## 劇情概要
该片以哥倫比亞波哥大地區為背景，講述1990年代移民到哥倫比亞的30代韓國青年定居在波哥大傳統市場，在人生失去希望的人們最後選擇的土地上，為了生存而開始危險的交易。

## 演員陣容

### 主要人物
- 宋仲基 飾演 宋國熙

19歲移民至波哥大，從底層開始打拼直至掌握波哥大的商圈登上人生頂峰。
- 李熙俊 飾演 洙榮

大公司派來哥倫比亞的駐外人員，憑藉出色的生存能力和手腕在波哥大的商人中成功佔有一席之地。
- 權海驍 飾演 朴炳章

國熙父親在越戰時期的戰友，國熙一家移民到哥倫比亞的契機。波哥大韩国人社区中权力最大的人，走私市场的巨头，一句话便能左右韩国人社区的氛围。

### 其他人物
- 朴智焕 饰演 小朴社长

朴炳章的侄子，波哥大韩国人社区叱咤风云的人物，经营一家颇受韩国人和哥伦比亚人欢迎的夜店。
- 趙賢哲 飾演 载雄

洙荣的学校后辈，作为交换学生来到波哥大，尽管胆小怕事，但在波哥大韩国人市场逐渐巩固自己的地位并牵制国熙。
- 金钟洙 飾演 宋根泰

国熙的父亲，经营的缝纫工厂受IMF影响而倒闭后带着全家人来到哥伦比亚，希望在越南战争战友朴炳章的帮助下，在波哥大寻找新的希望。
- 林成宰 饰演 奉植，洙荣势力的行动队长。[11]
- 郑钟准 饰演 洪医生，在哥伦比亚经营韩医院的医生。[11]
- 金好貞 饰演 庆子，国熙的母亲。[11]
- 费尔南多·拉腊（Fernando Lara） 饰演 亚历杭德罗，哥伦比亚商人会的核心人物。[11]
- 法比亚娜·梅迪纳（西班牙语：Fabiana Medina） 饰演 露西亚，朴炳章的妻子。[11]
- 萨尔瓦多·布里奇斯（Salvador Bridges） 饰演 卡洛斯，海关官员。[11]
- 胡安娜·戴尔·里欧（西班牙语：Juana del Río）

## 製作
2019年7月，韩国媒体报道宋仲基、柳承範和趙賢哲有望参演《少數意見》导演金成济执导的新片《波哥大》，该片90%以上的剧情将以波哥大地区为背景，计划该年12月至次年1月在哥伦比亚波哥大地区取景拍摄。同年10月，片方证实柳承范不会参演该片，媒体报道其角色由李熙俊接替出演。2021年6月正式宣布宋仲基、李熙俊与權海驍参演并介绍各角色。

### 拍摄
主体拍摄于2020年1月初在哥伦比亚波哥大正式开始，原计划在当地拍摄至该年5月。同年3月，受2019冠状病毒病疫情哥伦比亚当地防疫措施的影响，该片决定中断在当地的拍摄，剧组人员全数返回韩国，此时已完成40%的拍摄。片方原计划在韩国布景代替海外拍摄，但为了真实性和作品性最终放弃；原计划2020年夏天重启拍摄，也因哥伦比亚当地疫情未得到缓解而决定推迟至2021年。2021年6月21日在韓國重啟拍攝，在韩国完成室内戏份的拍摄后于7月前往哥伦比亚进行外景拍摄，期间曾因宋仲基接触新冠病毒确诊者而短暂中断拍摄，同年10月宣布殺青。

### 损益平衡点
据媒体报道，该片损益平衡点约为300万观影人次。

## 發行
该片于2024年10月3日在第29届釜山国际电影节举行世界首映，11月25日发布一组剧照与预告片并宣布定于12月31日在韩国正式上映。为表示对济州航空2216号班机空难遇难者的哀悼，该片取消原定举行的舞台问候和电台宣传活动。2025年2月4日上线Netflix。

### 评价
韩国电影杂志《Cine21》共有3名专业影评人为该片打分，均分5.33/10。

### 票房
该片在韩国上映首日获得9.72万观影人次的票房成绩，在同时期上映的新片中位列第一，单日票房榜位列第二；首周末以10.29万观影人次的成绩不敌《哈尔滨》和《消防员》而位列周末票房榜第3名。

### 迴響
據OTT平台排名統計網站FlixPatrol顯示，2月4日於Netflix上線的《愁城波哥大》，公開僅2天，便在韓國、巴西、哥倫比亞、西班牙、香港、馬來西亞、泰國、越南、台灣等26個國家和地區登頂熱門榜單，位列電影類全球第1位，引起極大關注。公开后首周以1300万次观看、2310万小时观看时长登顶当周（2月3日至2月9日）Netflix全球非英语类电影Top10排行榜第1位，在韩国、哥伦比亚、香港、泰国、越南、新加坡等10个国家和地区排名第一，并在全球73个国家和地区进入Top10；在英语和非英语类电影综合排名第2位，仅次于Netflix原创电影《肚假情真》
。第2周（2月10日至2月16日）以370万次观看、660万小时观看时长位列当周Netflix全球非英语类电影Top10排行榜第4位。第3周（2月17日至2月23日）以110万次观看、200万小时观看时长位列当周Netflix全球非英语类电影Top10排行榜第10位。